# 托德拉
托德拉（Todra），是印度拉贾斯坦邦Sawai Madhopur县的一个城镇。总人口5245（2001年）。

## 人口
该地2001年总人口5245人，其中男性2692人，女性2553人；0—6岁人口875人，其中男442人，女433人；识字率57.86%，其中男性为71.81%，女性为43.16%。